# Uli Pramann
Uli Pramann ist ein deutscher Sportjournalist und Autor. 

## Leben
Uli Pramann moderierte ab Anfang 1993 im Wechsel mit Wolfgang Ley, Bernd Dassel und Günter Koch die tägliche Talkshow Offensiv im DSF. Zudem schrieb er gemeinsam mit dem ehemaligen Marathonläufer Herbert Steffny die Bücher Perfektes Marathontraining, Fit für den Marathon, Perfektes Lauftraining und Perfektes Lauftraining – Das Ernährungsprogramm sowie mit Jörg Löhr das Buch Einfach mehr vom Leben.